# Localiza
Localiza er en brasiliansk biludlejningsvirksomhed, der blev etableret i 1973 i Belo Horizonte.
Localiza har et netværk med 584 biludlejningsafdelinger i Brasilien og otte øvrige lande.